# Voie ferrée
Pour les articles homonymes, voir Voie.
Cet article concerne la voie ferrée au sens strict de deux files de rails fixés à des traverses reposant sur du ballast ou du béton. Pour les lignes de chemin de fer, voir ligne de chemin de fer.
Ne doit pas être confondu avec Via ferrata.

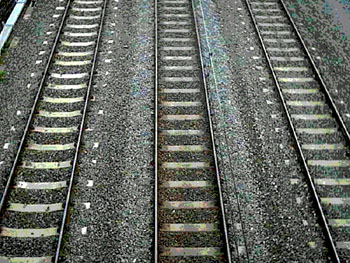
Trois voies ferrées

Une voie ferrée est un chemin de roulement pour trains constitué de deux files de rails dont l'écartement est maintenu constant par une fixation sur des traverses, reposant elles-mêmes sur du ballast ou du béton dans le cas de la voie béton.
Dans le cadre de la circulation des trains, on distingue deux catégories de voie :
- Les voies principales affectées à la circulation des trains. Les trains transportant des voyageurs circulent uniquement sur voie principal, quand la situation n'est pas perturbée.
- Les voies secondaires qui sont définies comme étant les voies autres que les voies principales[1].

## Histoire
Le terme de voie ferrée apparait à partir du XVIe siècle en Angleterre et désigne à l'époque l'agencement de deux rails de bois parallèles sur lesquels un cheval tracte une cargaison, ce qui augmente la vitesse du transport. En effet, les rails sont plats contrairement aux routes à l'époque cabossées, et le problème des virages et intersections ne se pose plus puisque le cheval et la cargaison suivent toujours le même chemin. La voie ferrée ne sert alors qu'au transport de fret.
À partir de 1820, les rails sont construits en fer et le bois disparait peu à peu de l'infrastructure, à l'exception des traverses.
Ce n'est qu'à partir de 1830 que les voies ferrées servent peu à peu au transport de voyageurs.

## Description technique

### Composants
La voie ferré est constituée de deux rails parallèles accrochés à des traverses de manière à conserver un écartement des rails constant. Les traverses sont enfouies dans une couche de ballast d'une épaisseur spécifique éparpillé sur un sol appelé plate-forme ferroviaire. Le ballast permet un niveau uniforme et un drainage et transfert la charge à la plate-forme sur une plus grande surface. Les rails sont accrochés aux traverses par des éclisses et des boulons. Le tout repose soit sur le sol naturel, soit sur du remblai,.

#### Rail

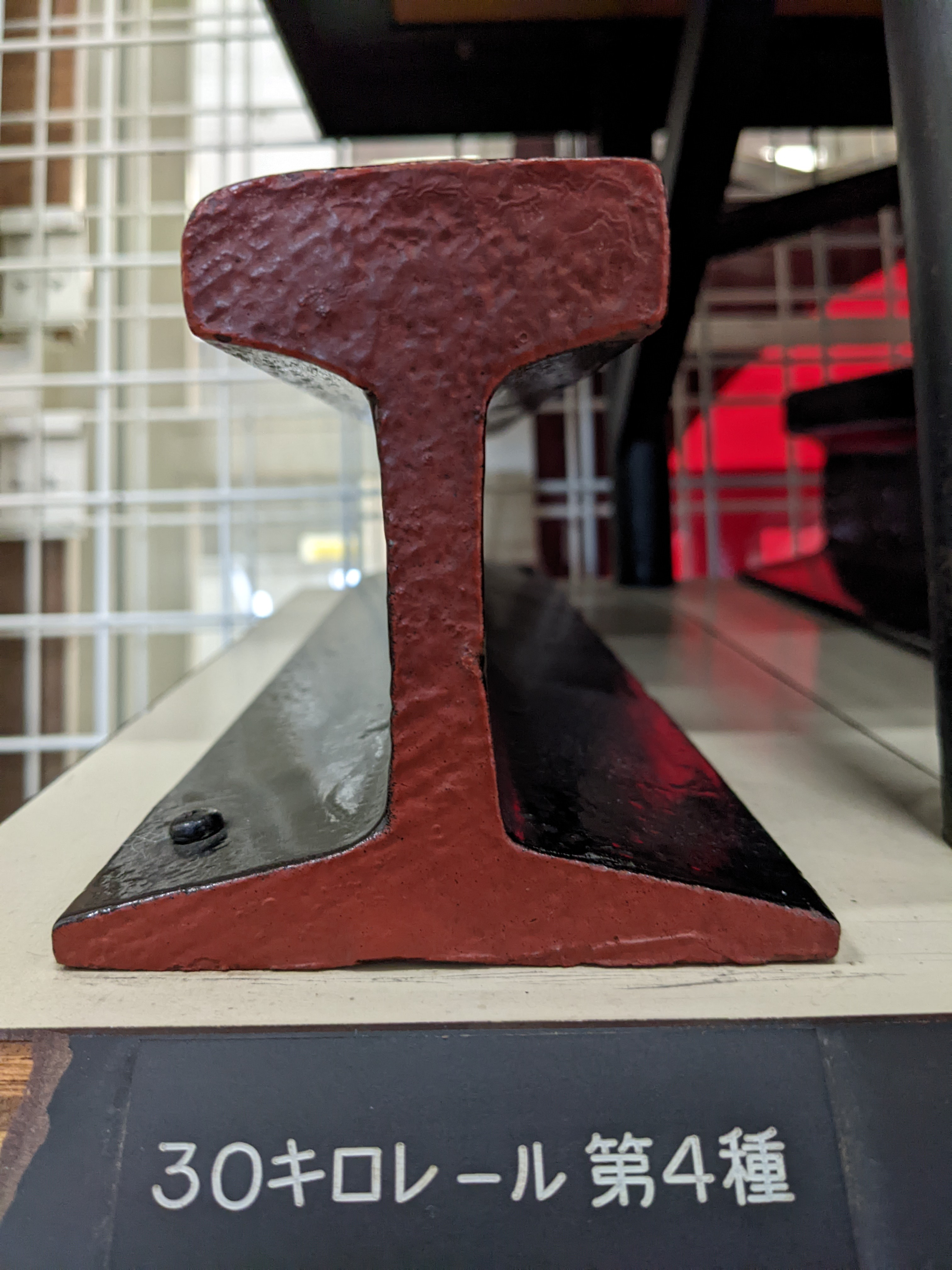
Un profil de rail au musée du rail

Le rail est le membre de la voie ferrée qui repose en deux lignes parallèles. Pour pouvoir supporter des contraintes importantes, elles sont faites en acier à haute teneur en carbone.
Les fonctions assurées par le rail sont les suivantes :
- Procurer une surface continue pour le mouvement des trains.
- Procurer un cheminement lisse avec peu de friction, la friction entre l'acier de la roue et celui du rail est 5 fois moins importante que celle entre un pneu et une route goudronnée.
- Les rails servent de guide pour les roues.
- Les rails supportent les contraintes développées par la charge verticale transmise par le train ainsi que celles dues au freinage et aux forces thermiques.
- Les rails permettent de dissiper la charge à une plus grande surface grâce aux traverses et au ballast[a 2].

Chaque gestionnaire d'infrastructure (par exemple SNCF Réseau) possède des exigences vis-à-vis de la qualité du rail qu'il utilise. Par exemple, pour qu'un rail remplisse les critères IRS-T-12-96 (Indian Railway Standart Specification n°T-12-96) et puisse donc être utilisé sur le réseau ferré indien, il doit remplir les critères suivants :
- Composition chimique de l'acier respectant les valeurs suivantes :

|         | C         | Mn        | Si        | S (max) | P (max) | Al (max) | Liquid hydrogen |
| Valeurs | 0,6-0,8 % | 0,8-1,3 % | 1,3-0,5 % | 0,035 % | 0,035 % | 0,02 %   | 3,00 %          |

- Les propriétés mécaniques doivent respecter les critères suivants :

|         | UTS (Ultimate Tensile Stress, MPa min) | Elongation en % d'écartement de rail (min) | Dureté de la surface de roulement (en HB, min) |
| Valeurs | 880                                    | 10.0                                       | 260                                            |

- Les caractéristiques d'un rail doivent apparaitre sur un côté et chaque rail doit être identifié minimum une fois tous les 4 m.
- Le rail doit être roulé dans les conditions propres à son futur emploi.
- Aucun défaut d'aucune sorte ne doit être présent.
- Le rail doit être droit avec une tolérance de 0,5 mm tous les 2 m horizontalement et 0,4 mm tous les 2 m verticalement.
- La section du rail doit remplir des conditions géométriques strictes.[3],[a 3]

#### Traverse

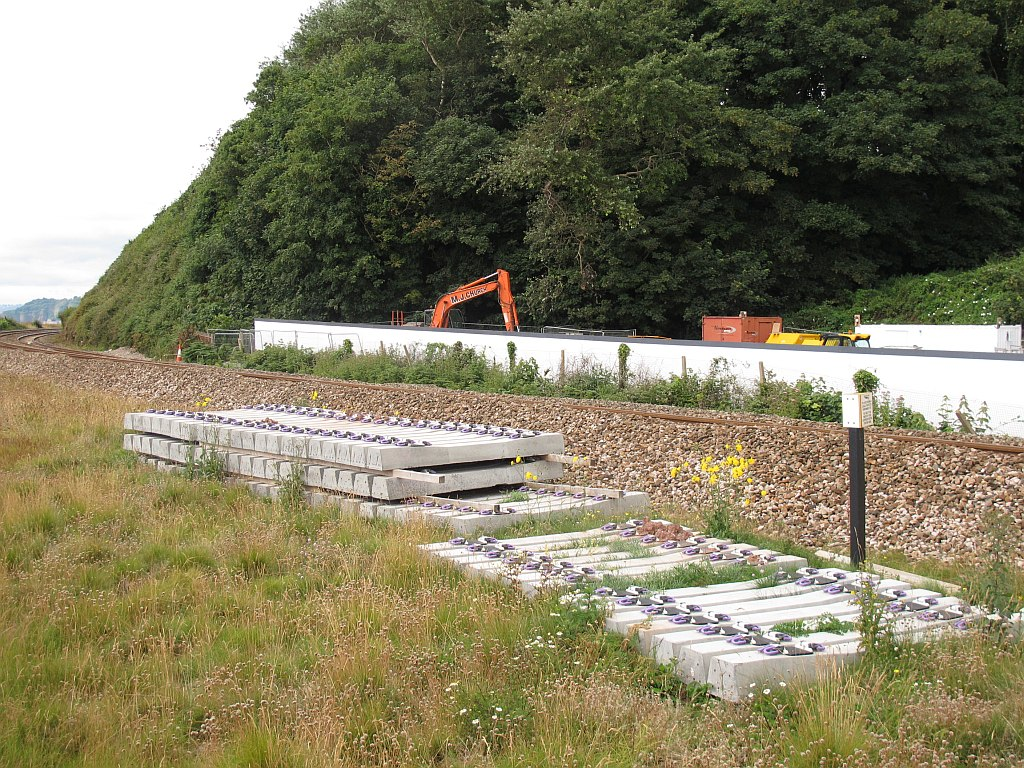
Des traverses en béton entreposées à côté de la voie

Les traverses sont les éléments transversaux posés pour soutenir les rails. Les fonctions des traverses sont les suivantes :
- Garder les rails dans leur bon alignement et écartement
- Soutenir les rails de façon ferme et égal le long de la voie
- Transférer la charge des rails jusqu'à une surface plus grande dans les ballast
- Se comporter comme un intermédiaire élastique entre les rails et le ballast pour absorber les chocs et vibrations
- Procurer une stabilité latérale et longitudinale à la voie
- Procurer les moyens nécessaires à la rectification de la géométrie de la voie

Il existe plusieurs types de traverses en bois, béton, acier ou fonte, chacun ayant ses avantages et inconvénients.

#### Ballast

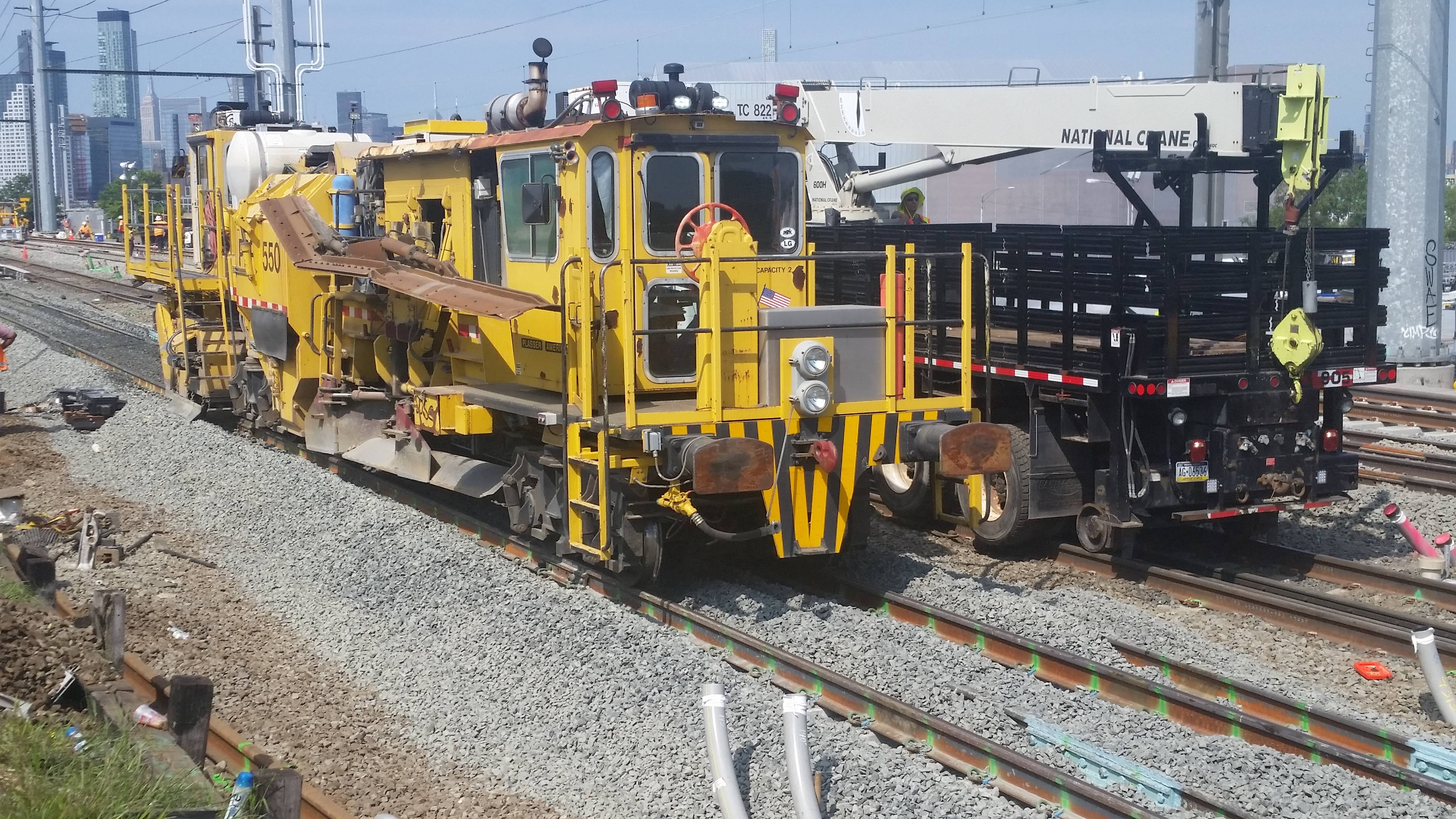
Un régulateur de ballast qui évacue le ballast excédentaire d'une voie neuve

Le ballast est la couche de roche brisée, gravier, latérite ou tout autre granulat placé sous et autour des traverses. Ses fonctions sont les suivantes :
- Procurer un niveau plat et dur pour les traverses
- Maintenir les traverses en position pendant le passage d'un train
- Transférer et distribuer la charge depuis les traverses à une plus grande surface
- Procurer une élasticité et une résilience à la voie pour une conduite plus confortable
- Procurer une résistance nécessaire à la voie pour une stabilité longitudinale et latérale
- Procurer un drainage des voies
- Procurer un moyen efficace pour maintenir le niveau et l'alignement de la voie

Il existe plusieurs types de ballast ; en sable pour les traverses en fonte, en latérite, cendre de charbon, roche brisée (souvent une roche dure comme le granite ou la quartzite) et d'autres. Il est cependant connu que, sur le long terme, le ballast en roche brisée est plus rentable économiquement.

#### Fixation des rails
La fixation des trains concerne à la fois la fixation des rails aux traverses, que ce soit des traverses en bois, béton, acier ou fonte et la fixation des rails entre eux de manière à ce que le niveau, alignement et écartement des rails soient respectés.

### Écartement des rails

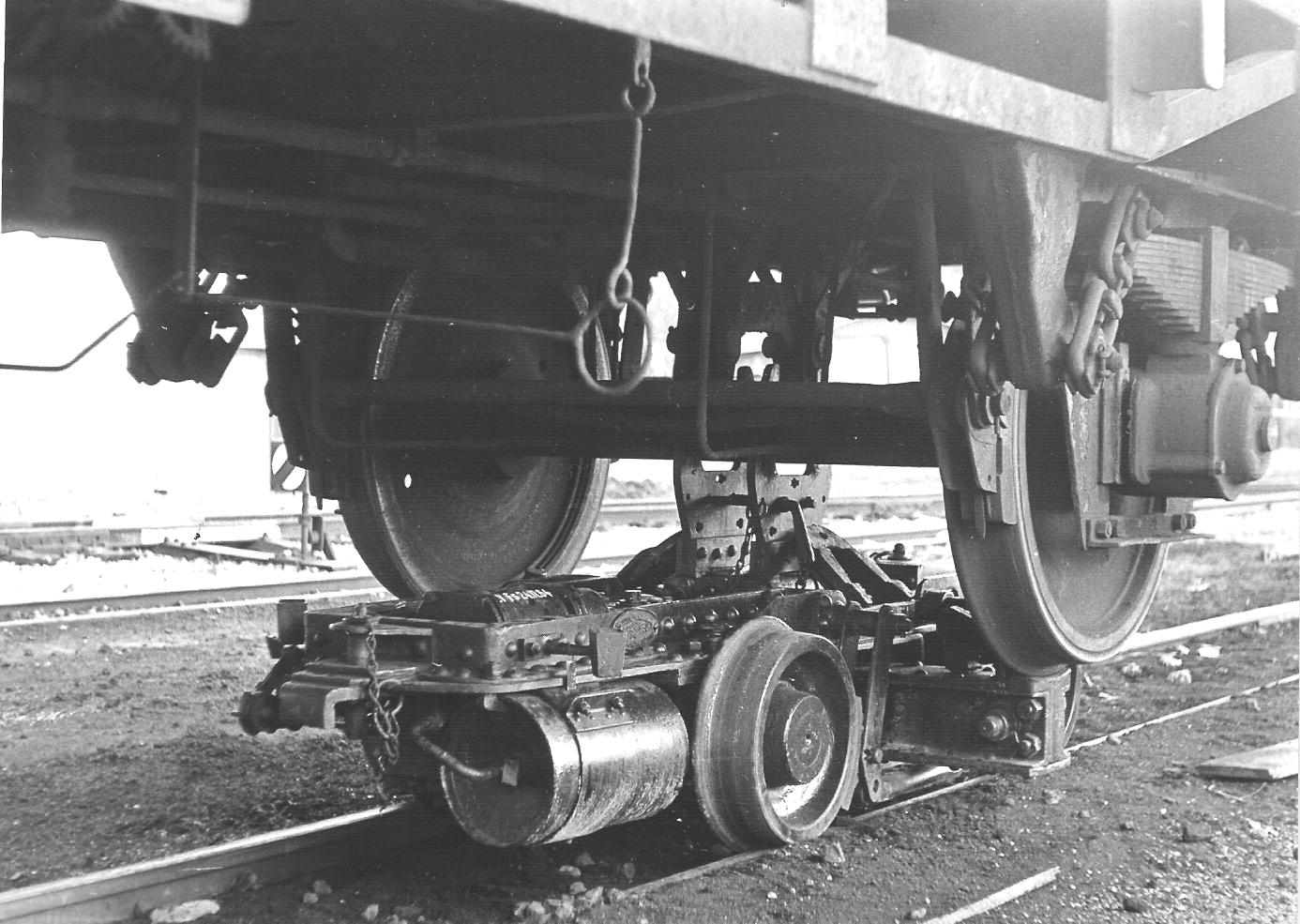
Wagon à écartement normal chargé sur truck transporteur roulant sur voie étroite

L'écartement des rails est définie comme la distance minimale entre deux rails. Différents écartements ont été adoptés à travers le monde pour diverses raisons historiques. Entre autres raisons, la construction de voies ferrées à faible écartement de rail est moins cher mais limite la vitesse des trains. Les écartements les plus courants sont les suivants :
- 1 676 mm : en Inde, Pakistan, Argentine, elle représente 6 % de la longueur totale des voies ferrées.

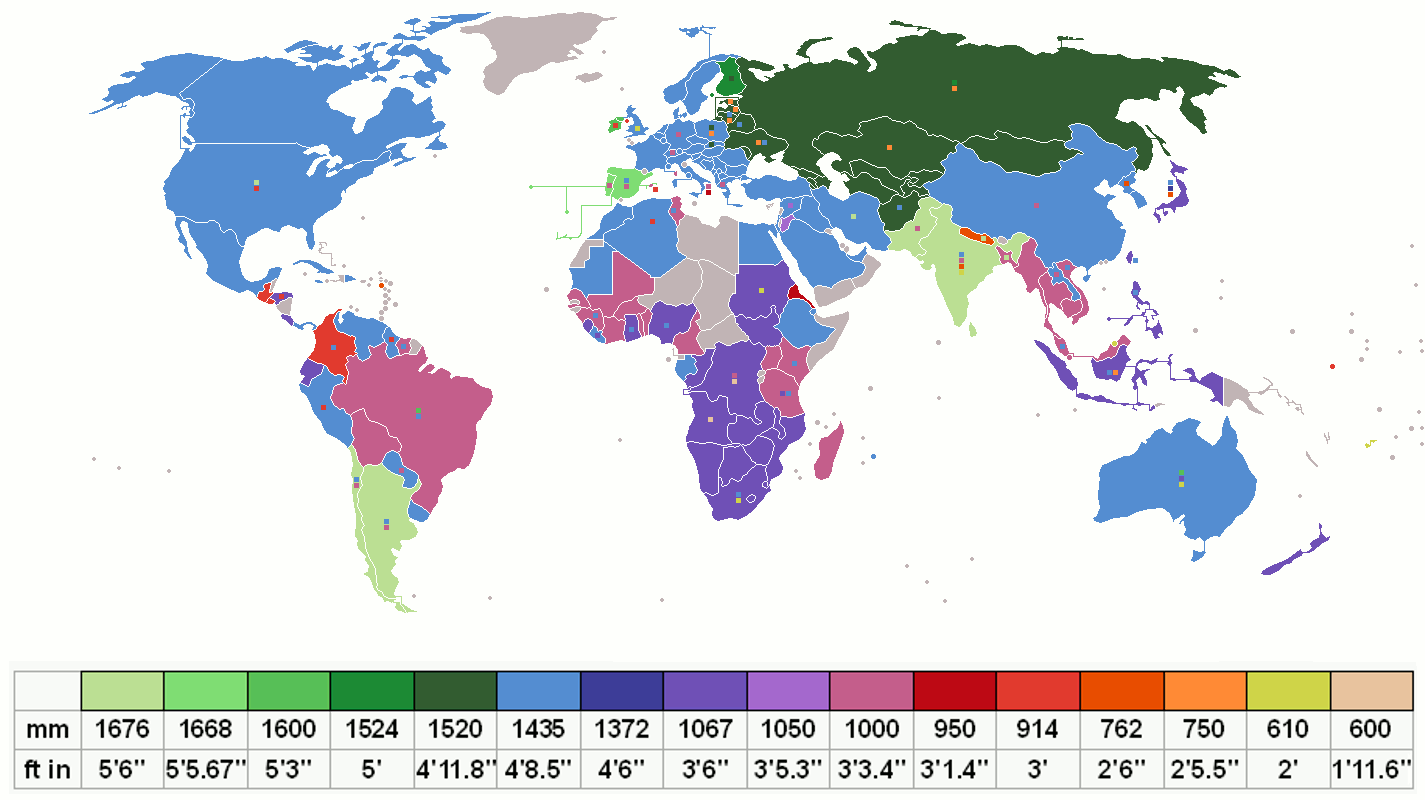
L'écartement le plus courant selon les pays.

- 1 524 mm : norme en Russie et en Finlande, elle représente 9 % de la longueur totale des voies ferrées.
- Voie normale ou standard, 1 435 mm : norme la plus répandue dans le monde, elle représente 62 % de la longueur totale des voies ferrées dans le monde.
- Voie de 1 067 mm : norme au Japon, en Nouvelle-Zélande, en Australie, en Afrique du Sud, elle représente 8 % de la longueur totale des voies ferrées.
- Voie métrique, 1 000 mm : utilisé en Inde, sur certaines lignes en France comme la ligne TER du Blanc à Argent-sur-Sauldre[b 1], en Suisse, Argentine, la voie métrique représente 9 % de la longueur totale des voies ferrées.

A cela viennent s'ajouter 23 autres écartements utilisés par différents pays ce qui représente en tout 6 % de la longueur totale des voies ferrées.

## Maintenance

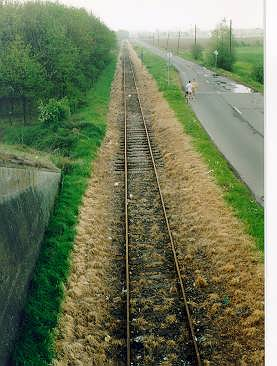
Les voies ferrées nécessitent un entretien qui peut avoir un impact environnemental (cf. insecticide et fongicide de traitement (créosote du bois de traverse, et désherbage chimique. Un désherbage thermique est possible, mais pas sur les voies à grande-vitesse, sauf en fermant provisoirement la voie

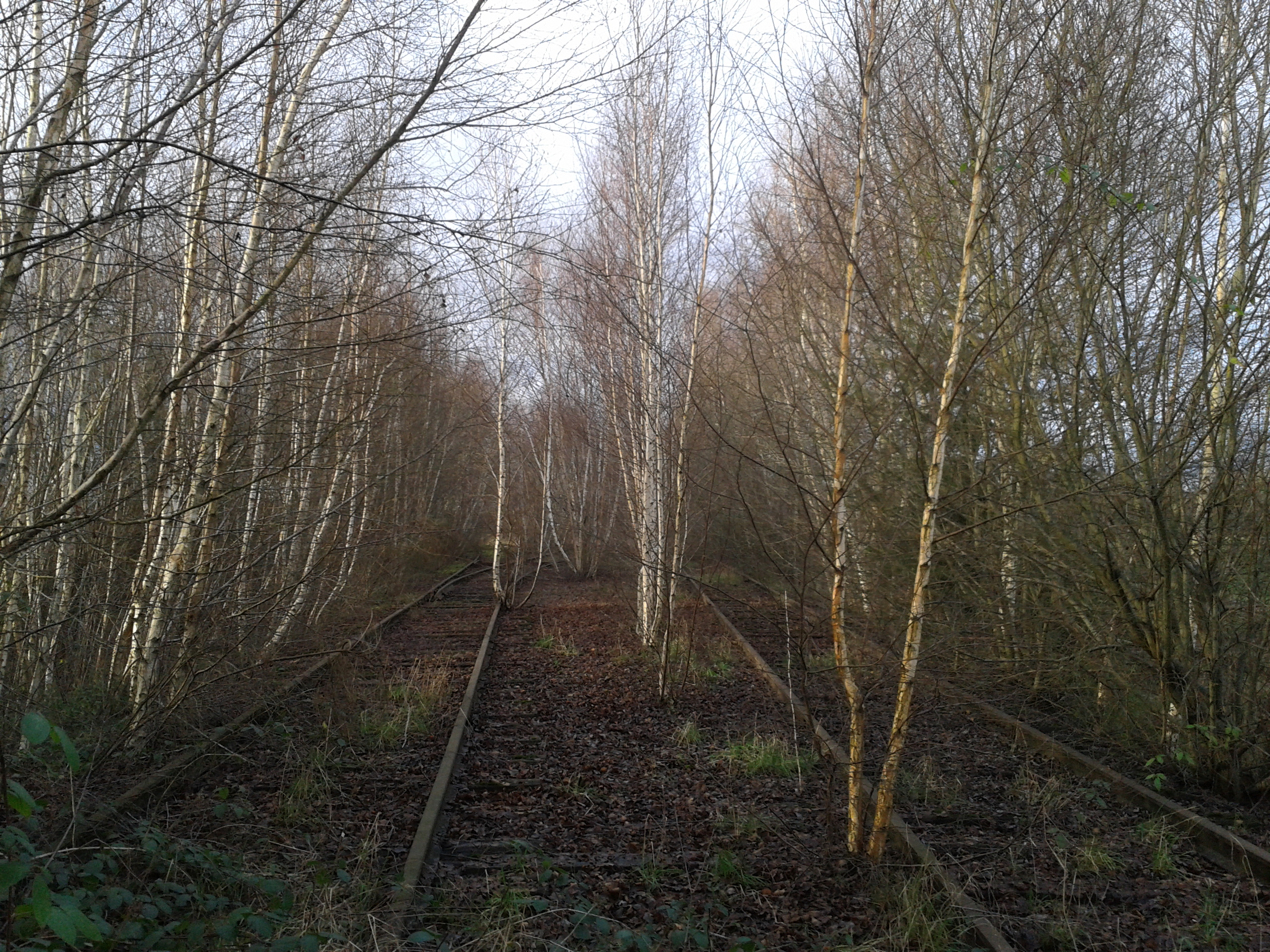
Anciennes voies, abandonnées et reprises par la végétation.

Le gestionnaire de la voie doit surveiller et veiller à assurer en toutes circonstances la sécurité et la régularité des circulations ainsi que, pour les lignes parcourues par des trains de voyageurs, le confort.
Pour ce faire, il doit s'assurer que l'état d'usure des différents constituants de la voie reste dans une fourchette acceptable en regard des sollicitations auxquelles ils sont soumis.
Lorsque survient une défaillance ponctuelle de l'un des constituants (par exemple une rupture de rail), celui-ci est remplacé ponctuellement.
En revanche, lorsque l'état général d'un des constituants n'est plus satisfaisant et risque d'entraîner un nombre de réparations ponctuelles trop important, l'ensemble des constituants de ce type sera remplacé en totalité (par exemple, usure générale des traverses alors que les rails sont toujours bons, ou inversement). Cette opération s'appelle l'entretien de la voie.
Si tous les constituants de la voie apparaissent en fin de vie, la voie sera remplacée par une voie neuve, ballast, rails et traverses. C'est le renouvellement. En France, une telle opération de remplacement, lourde, s'appelle Renouvellement Voie Ballast (RVB).
L'état géométrique de la voie (dévers et profil en long) a une grande incidence sur le confort ressenti par les passagers, mais aussi, dans certains cas, vis-à-vis de la sécurité.
Il doit donc être maintenu dans une fourchette acceptable en fonction du type de trains circulant sur la voie, avec circulation ou non de trains de voyageurs, et de la vitesse des trains les plus rapides sur le tronçon concerné.
La surveillance régulière et l'entretien doivent aussi porter sur l'ensemble des ouvrages d'art et des ouvrages de soutien comme les remblais ou tranchées ouvertes servant à l'établissement de la ligne.
Lorsque ces opérations d'entretien ne peuvent être menées à bien, une solution provisoire est appliquée en abaissant la vitesse autorisée sur la section en mauvais état, afin de continuer à garantir la sécurité.
Si l'absence d'entretien venait à persister, la seule solution, extrême, garantissant la sécurité est de fermer la ligne à tout trafic.
Le gestionnaire de la voie doit par ailleurs veiller également à ce que la végétation n'endommage pas la voie ni les équipements qui lui sont liés (installations de signalisation ou de traction électrique, par exemple), que des feuilles mortes ne s'accumulent pas sur les rails (car elles font obstacle à une bonne adhérence de la roue sur le rail, nuisant à l'accélération comme au freinage et entraînant, entre autres, des problèmes de régularité).
Pour ne pas polluer les nappes phréatiques (autour des zones de Vittel, Volvic ou Évian en France par exemple, exploitées pour leur eaux), les voies peuvent être désherbées thermiquement ou manuellement, au lieu d'épandre des pesticides désherbants.

## Enjeux contemporains

### Bruit et vibration de la voie ferré
Le bruit est un problème très souvent cité quand des riverains sont sondés sur les sources de leur inconfort. Bien que l'exposition au bruit soit bien plus élevé à côté d'une autoroute ou d'un aéroport, le bruit d'une voie ferrée est un domaine étudié et fait l'objet d'une restriction dans l'union européenne. Par exemple, le bruit d'une locomotive électrique neuve mesurée à 7,5 m du centre de voie et 1,2 m au dessus ne doit pas dépasser 70 dB. Plusieurs mécanismes génèrent ce bruit. Cependant la source de bruit la plus importante et qui domine le reste est celle due à la vibration des roues et du rail à cause des imperfections sur ces pièces.
Le passage d'un train génère également des vibrations qui sont transmises par le sol jusqu'aux propriétés voisines, surtout pour les trains de fret et dans le véhicule, affectant le confort des passagers pour les trains voyageurs.

### Abords: Vocation de corridor biologique pour certaines espèces
- Concernant la flore, une étude[5] récente (2012) portant sur la diversité taxonomique et fonctionnelle des communautés semi-naturelles de plantes prairiales trouvées le long de voies ferrées urbaines (sur 71 sites d'étude le long de deux voies de chemin de fer) ; Elle a conclu que les bords de chemins de fer offraient une certaine connectivité écologique, mais seulement pour certains groupes fonctionnels (« espèces modérément mobiles »). De plus, sur les sites étudiés par cette même étude ; « étonnamment, les bords de chemin de fer ne semblent pas jouer de rôle supplémentaire en matière de propagation d'espèces envahissantes, dont la présence était fortement liée à l'intensité d'urbanisation, sans être influencée par les ruptures spatiales des voies de chemins de fer »[5]. Pour les plantes les plus communes des prairies, les voies ferrées peuvent donc bien jouer un rôle de corridor écologique dans les trames vertes urbaines. Les auteurs de l'étude recommandent aux gestionnaires du paysage d'inclure les chemins de fer dans les réseaux verts pour améliorer la connectivité biologique intra-urbaine. 
Une gestion adaptée et plus respectueuse de l'environnement permettrait de conférer aux abords de la voie ferrée un rôle encore plus important de corridor biologique, notamment en ville[5].
- Par ailleurs, concernant la faune, divers dispositifs d'écoducs ont été testés et développés pour les reptiles et amphibiens, permettant de diminuer l'impact fragmentant de ces voies. 
C'est en effet le long des voies que des animaux tels qu'hérissons ou écureuils peuvent encore entrer en ville. 
Les voies qui traversent des canaux ou des autoroutes sont parfois empruntées (de nuit en général) par des grands mammifères tels que sangliers, renards ou chevreuils. Elle est dans ces cas parfois le seul moyen de le traverser (pour la partie de la faune locale qui en est capable, et qui peut à l'occasion transporter des spores ou propagules de champignons et plantes (zoochorie)).

#### Ouvrages
- [Chandra et al. 2007] (en) Satish Chandra et Agarwal, Railway engineering, Oxford University Press, 2007, 585 p. (ISBN 978-0-19-568779-8).
- [Iwnicki et al. 2020] (en) Simon Iwnicki, Maksym Spiryagin, Colin Cole et Tim McSweeney, Handbook of railway vehicle dynamics, CRC Press, 2020, 893 p. (ISBN 978-1-1386-0285-4).
- [Janssoone. 2021] Didier Janssoone, Manuel d'exploitation ferroviaire, Dunod, 2021, 254 p. (ISBN 978-2-10-082690-2).
- [Jenks et al. 2012] (en) Christopher Jenks, Crawford Jencks, Stephan Parker, Megha Khadka, Eileen Delaney et Ellen Chafee, Track design handbook for light rail transit, The National Academies Press, 2012, 695 p. (ISBN 978-0-309-25824-1)

#### Article web
- Pierre Chapas, « Voie ferrée », 2012.

#### Article universitaire
- [Penone et al. 2012] (en) Caterina Penone, Nathalie Machon, Romain Julliard et Isabelle Le Viol, « Do railway edges provide functional connectivity for plant communities in an urban context? », Biological Conservation, vol. 148, no 1,‎ avril 2012, p. 126-133 (lire en ligne).

#### Autre
- Rapport de l'EPSF (Etablissement public de sécurité ferroviaire), "Sécurité des circulations", DC A-B 0 n°2, version n°2 du 8 juin 2016, voir en ligne : https://www.securite-ferroviaire.fr/sites/default/files/reglementations/pdf/2023-03/dc-ab-0-num-2-v2.pdf
- Rapport de Government of India, ministry of railways, INDIAN RAILWAY STANDARD SPECIFICATION FOR FLAT BOTTOM RAILWAY RAILS, 2017, voir en ligne : https://mannancuet.wordpress.com/wp-content/uploads/2017/11/t12_96_ministry-of-railways-india.pdf
- Commission Regulation (EU) No 1304/2014 of 26 November 2014 on the technical specification for interoperability relating to the subsystem ‘rolling stock — noise’ amending Decision 2008/232/EC and repealing Decision 2011/229/EU Text with EEA relevance, voir en ligne : https://eur-lex.europa.eu/eli/reg/2014/1304/oj/eng